# إيلينا يونيسكو

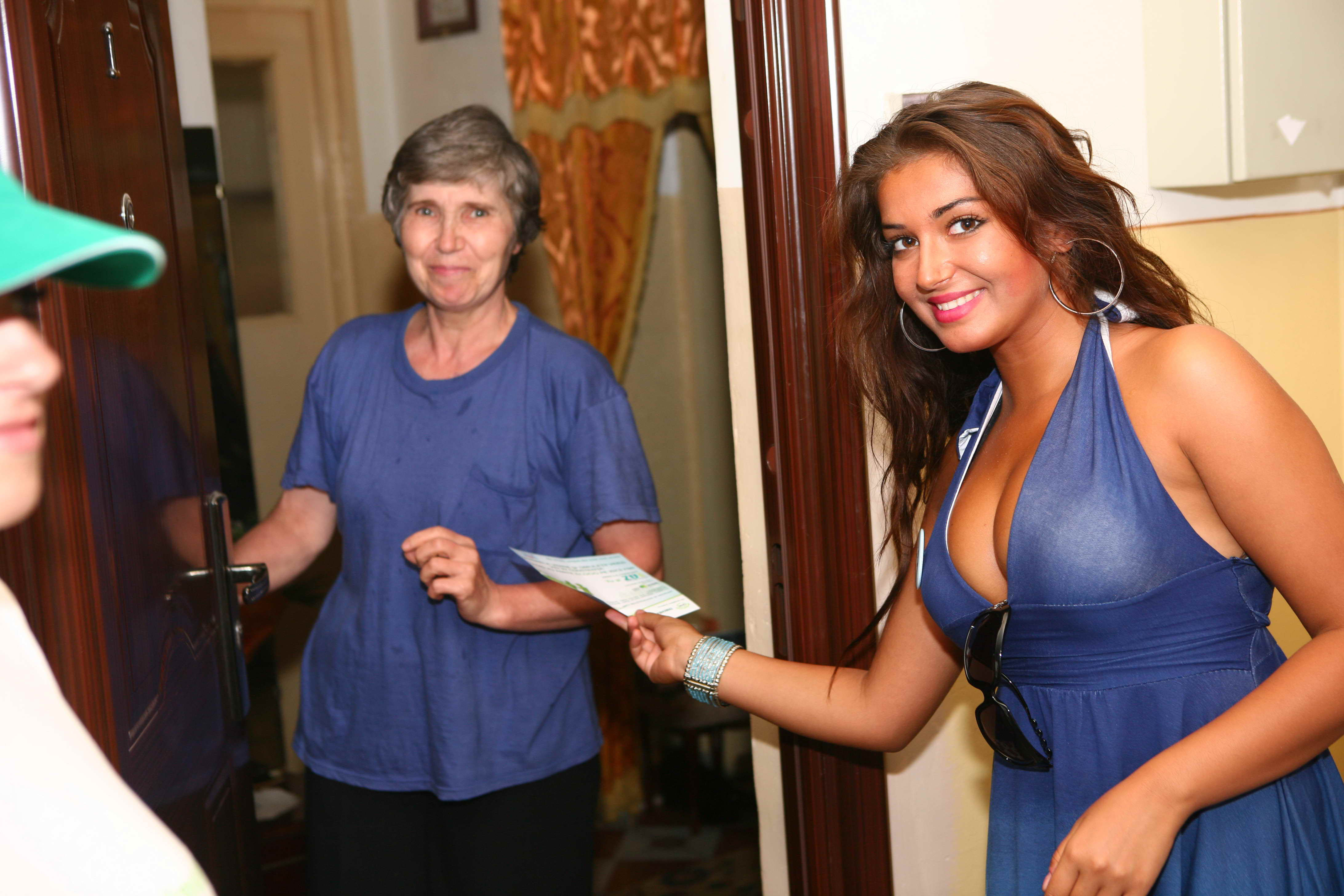
إيلينا يونيسكو في 2012

إيلينا يونيسكو (بالرومانية: Elena Ionescu) وهي مغنية رومانية ولدت في يوم 17 مايو 1988 في رومانيا وهي قائدة فرقة ماندينغا حيث حلت محل إلينا غيورغي في الفرقة، زليله هي أشهر أغانيها مع الفرقة وأختيرت كأكثر المغنيات إثارة في مسابقة يوروديفيشن 2012.